# 1005
El 1005 (MV) fou un any comú començat en dilluns del calendari julià.

## Esdeveniments
- Començament d'un període de fam a Europa.
- Es construeix una important biblioteca dins la Casa del Saber al Caire.
- Fundació de la ciutat de Kazan, segons la tradició.

## Naixements

### Països Catalans
- Ramon Berenguer I, comte de Barcelona.

### Món
- Macbeth, rei d'Escòcia (m.1057).

## Necrològiques
- Al-Xerif al-Taliq, poeta andalusí, rebesnet del califa Abd-ar-Rahman III.